# Biblioteca Pública Infanta Elena
La Biblioteca Infanta Elena es una biblioteca pública en Sevilla, Andalucía, España. Fundada en 1959, ocupó dos edificios diferentes antes de trasladarse a su ubicación actual junto al Parque de María Luisa. Su sede actual se inauguró en 1999 y cuenta con unos 5000 metros cuadrados.
Dispone de fondos bibliográficos, publicaciones periódicas y discos con música o cine. En su seno se organizan a lo largo del año diversas actividades culturales.

## Biblioteca Pública Provincial-Biblioteca Pública del Estado
Pertenece al Reino de España ,aunque la Junta de Andalucía tiene la gestión y el mantenimiento.
Se trata, administrativamente, de una biblioteca provincial, regulada por la Ley 16/2003 de 22 de diciembre del Sistema Andaluz de Bibliotecas y Centros de Documentación. Esta ley dice en su artículo 20 que, además de las funciones propias de los servicios bibliotecarios, las bibliotecas provinciales:

asumirán en el ámbito provincial las funciones de centro bibliográfico, de gestión de la cooperación bibliotecaria, de biblioteca central de préstamo y de gestión de los servicios de apoyo y cooperación que la Consejería competente en materia de bibliotecas y de centros de documentación preste a los centros de la Red de Bibliotecas Públicas de Andalucía en la provincia, así como aquellas otras funciones que puedan atribuírseles.

Por la Ley 16/1985, de 25 de junio, del Patrimonio Histórico Español, el 19 de julio de 1985 las bibliotecas de titularidad estatal pasaron a ser consideradas bien de interés cultural.

## Historia
La primera biblioteca pública de la ciudad de Sevilla abrió en 1749 en el antiguo convento de San Acacio con fondos donados por Gaspar de Molina y Oviedo.
En la segunda mitad del siglo XVIII el sacerdote Luis Germán de Ribón fundó la biblioteca de la Real Sociedad Económica de Amigos del País de Sevilla. Terminó dejando sus fondos a la del convento de San Acacio.
En 1769 se fundó una biblioteca pública en la Universidad de Sevilla.
En 1792 el arzobispo Alonso Marcos de Llanes Argüelles abrió al público la biblioteca del palacio arzobispal.
La desamortización de 1835 puso fin al convento de San Acacio y sus libros se trasladaron a la biblioteca de la universidad. En 1878, por acuerdo del ayuntamiento, estos fondos fueron donados a la universidad.
En 1837 consta que los ciudadanos podían acceder a un gabinete de lectura, previo pago de una mensualidad. Se encontraba en el número 6 de la calle Dados (actual Puente y Pellón).
En 1838 la biblioteca universitaria tenía 31 000 volúmenes, a los que el sacerdote Manuel López Cepero incorporó otros 36 000. De este modo, se convirtió en una de las bibliotecas más importantes de España.
En 1954 la Real Sociedad Económica de Amigos del País de Sevilla ofreció al Ministerio de Educación un local de su propiedad y sus fondos bibliográficos para una nueva biblioteca. El ministerio la creó por Orden del 21 de septiembre de 1954, publicada en el Boletín Oficial del Estado el 9 de octubre, y la puso a cargo del Servicio Nacional de Lectura.
El local donado se encontraba en un bajo de la calle Rioja número 25, en el edificio donde tenía su sede la Real Sociedad de Amigos del País desde 1855. En 1955 se autorizaron obras para adaptar el local, según un proyecto del arquitecto José Gómez Millán.
El Servicio Nacional de Lectura envió 4000 libros. Se adquirieron más obras con una subvención especial y se incorporaron más por donaciones. La donación de la Real Sociedad Económica de Amigos del País consistía, sobre todo, en libros de los siglos XVIII y XIX. En total, se contabilizaron 14 807 obras.
La biblioteca fue inaugurada el 2 de octubre de 1959 por el ministro Jesús Rubio García-Mina, acompañado de otros cargos públicos. También estuvo presente el cardenal Bueno Monreal, que bendijo el lugar, y el presidente de la Real Sociedad Económica de Amigos del País, Manuel Lerdo de Tejada. Sin embargo, no abrió al público hasta el 4 de noviembre de ese año.
En la década de 1960 la biblioteca enfrentó problemas, sobre todo la insuficiencia de medios económicos, la falta de personal ajustado a las tareas y funciones de la biblioteca y el deterioro del edificio. Todo esto la llevó a cerrar al público en 1972.
En 1975 el Ministerio de Educación cedió un edificio en la calle Alfonso XII, número 17. Las obras de adaptación del inmueble duraron hasta finales de 1977. La nueva sede fue inaugurada el 15 de mayo de 1979 por el ministro de Cultura Manuel Clavero Arévalo. Se trataba de un edificio con un superficie total de 2779 metros cuadrados. En 1991 el espacio se encontraba distribuido del siguiente modo:
- Sótano con garaje de 696 metros cuadrados.[23]
- Planta baja con salón de actos, sala de exposiciones, depósitos y préstamo intercentros.[23]
- Planta primera con 855 metros cuadrados con hemeroteca, biblioteca infantil y juvenil, depósitos y oficina.[23]
- Planta segunda con 855 metros cuadrados con sala de lectura, servicio de orientación al lector, servicio de préstamos, depósitos y oficina.[23]
- Planta tercera con 417 metros cuadrados con sala de juntas y depósitos.[23]
- Planta cuarta con 88 metros cuadrados con depósitos.[23]

En 1991 consta que tenía 70 200 volúmenes, así como 600 discos y cintas.
En 1991 el edificio contiguo, calle Alfonso XII número 21, que se había planteado que acogiese una ampliación de la biblioteca, fue declarado parcialmente en ruinas.
En 1993 la sede, que no había sido sometido a obras de mantenimiento importantes desde la década de 1970, se encontraba deteriorada. Se acometieron unas obras entre agosto y septiembre, con un coste de 6 670 000 pesetas, permaneciendo cerrada la biblioteca ese periodo. En 1995 se realizaron nuevas obras de mantenimiento, así como obras de protección contra incendios y de accesibilidad, con un coste de más de 46 millones de pesetas, permaneciendo cerrada entre el 15 de marzo y el 8 de noviembre para la realización de estas. También se aprovechó para reorganizar el espacio.
En la década de 1990 la ciudad de Sevilla tenía pocas bibliotecas municipales y estas estaban escasamente dotadas. Para paliar el problema de los pocos puestos de lectura por habitante en la ciudad entre 1990 y 1992 se llevaron a cabo conversaciones entre el Ministerio de Cultura, la Consejería de Cultura de la Junta de Andalucía y el Ayuntamiento de Sevilla para la construcción de una nueva biblioteca. El Ayuntamiento cedería para ello unos terrenos. En 1993, a solicitud del ministerio, la consejería envió una terna de arquitectos para construirla. En 1995 se comenzó se comenzó a preparar la parcela. En 1996 el consistorio dio la licencia de obras. El Ministerio de Cultura consignó un presupuesto de 250 millones de pesetas para la nueva biblioteca.
El proyecto elegido fue realizado por los arquitectos Antonio Cruz Villalón y Antonio Ortiz García, que habían realizado la estación de trenes de Santa Justa y el estadio de la Cartuja.
El edificio fue inaugurado el 29 de septiembre de 1999 por la infanta Elena, que aceptó que llevase su nombre.
En 1995, en la antigua sede de la calle Alfonso XII, se contabilizaron 128 306 visitantes. En 2005, ya en la sede actual, se contabilizaron 431 502 visitantes.
La biblioteca solía tener gran afluencia en verano. Más de 25 000 personas la visitaron en agosto de 2002. Sin embargo, desde 2011, debido a la crisis financiera, la biblioteca empezó a cerrar los veranos por la tarde. Esto generó quejas de estudiantes que habían llegado a confiar en la biblioteca como lugar de estudio y de personas mayores que tienen la costumbre de leer los periódicos allí por la tarde o ver películas.

## Sede
La biblioteca se encuentra junto al Parque de María Luisa, en el entorno de los pabellones de Estados Unidos, Uruguay, Chile y Perú de la Exposición Iberoamericana de 1929. En frente, en el antiguo pabellón de Perú, se encuentran la Casa de la Ciencia del Consejo Superior de Investigaciones Científicas y el consulado peruano.
El inmueble tiene una superficie total de 5516 metros cuadrados. Tiene dos plantas, más una entreplanta, un sótano. Cuenta una fachada de seis lados.
Fue nominado para el Premio Mies van der Rohe de Arquitectura Europea en 2001.
El edificio esconde un patio interior, invisible desde el exterior, que proporciona una fuente de luz natural para las salas de lectura. El propio patio se puede utilizar como sala de lectura al aire libre. La estructura define un espacio en forma de C con las habitaciones totalmente abiertas a la fachada interior. Las dos plantas tienen una superficie conjunta de 5000 metros cuadrados. El edificio está construido con ladrillo visto y carpintería metálica negra. La planta baja está abierta casi en su totalidad al exterior. El techo es de zinc y se inclina ligeramente hacia el interior del patio.